# Thibau
Konbang Thibau fue el último monarca de Birmania, perteneciente a la dinastía Konbaung, que reinó entre 1878 y 1885.

## Vida
Nació en Mandalay el 1 de enero de 1859 y era hijo del rey Mindong y la princesa de Laungshe. El pequeño Thibau se educó en monasterios budistas hasta que el 1 de octubre de 1878, Mindong murió y el príncipe heredero asumió el trono.

## Reinado
Thibau fue coronado el 6 de octubre de 1878, convirtiéndose en el último monarca de la dinastía Konbaung y de Birmania. Su gobierno se marcó por su actitud sanguinaria, deshaciéndose de toda oposición. Su régimen pro-francés, llevó a los ingleses a ocupar el este del reino, dando inicio a la tercera guerra anglo-birmana.
Después, Londres envió un ultimátum a Thibau para rendirse incondicionalmente, a lo cual, el rey birmano se negó. Un cuerpo expedicionario británico tomó la capital, Mandalay e hizo presos a Thibau, a su esposa, Supayalat, y a su hija, Supayaji, que fueron enviados a la India británica.
Thibau murió en Ratnagiri, el 19 de diciembre de 1916.